# Nossa História (revista)

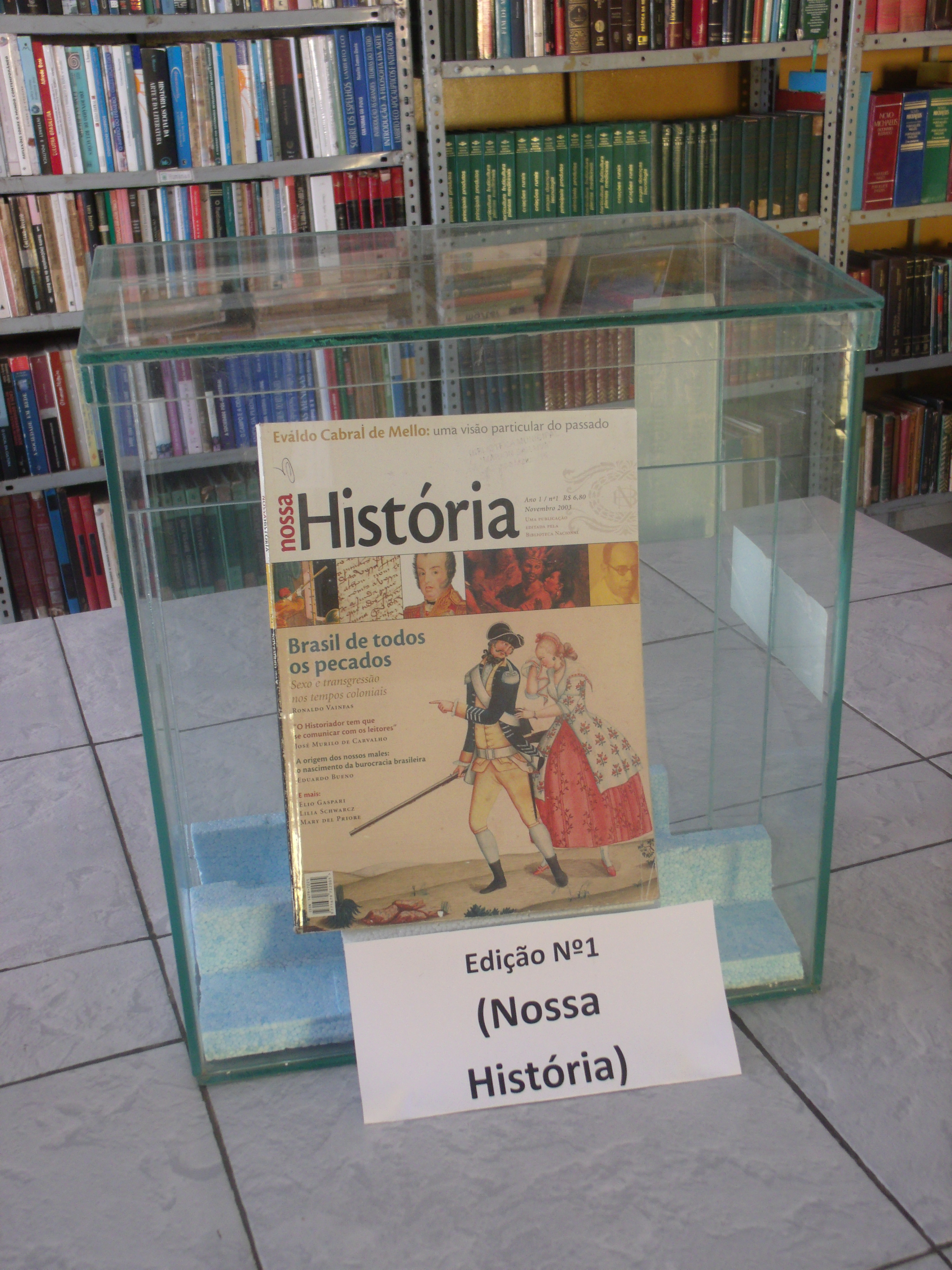
A edição nº 1, de 2003, exposta na biblioteca pública de Campo Maior.

Nossa História foi uma revista de História do Brasil, lançada em novembro de 2003 e fechada em dezembro de 2006, totalizando 38 edições.

## História
A revista foi editada pela Editora Vera Cruz, empresa do Grupo Alfa criada exclusivamente para edição desta revista, que tem entre seus proprietários o empresário Aloysio de Andrade Faria.
Participava da edição a Fundação Biblioteca Nacional que formou o Conselho Editorial da publicação, responsável pelo seu conteúdo.
Uma dissidência do conselho editorial da revista culminou na criação da Revista de História da Biblioteca Nacional no ano de 2005, editada pela Sociedade Amigos da Biblioteca Nacional (Sabin).
Foi a primeira experiência brasileira de divulgação científica na área de História.